# Bran (Rumunia)
Bran (węg. Törcsvár, niem. Törzburg) – miejscowość w centralnej Rumunii w okręgu Braszów w gminie Bran. Położona jest w południowo-wschodnim kącie Siedmiogrodu, pomiędzy masywami Karpat Południowych: Bucegi i Piatra Craiului, ok. 30 km od Braszowa, przy jednej z dróg łączącej Siedmiogród z Wołoszczyzną.

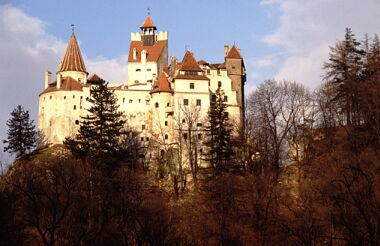
zamek Bran

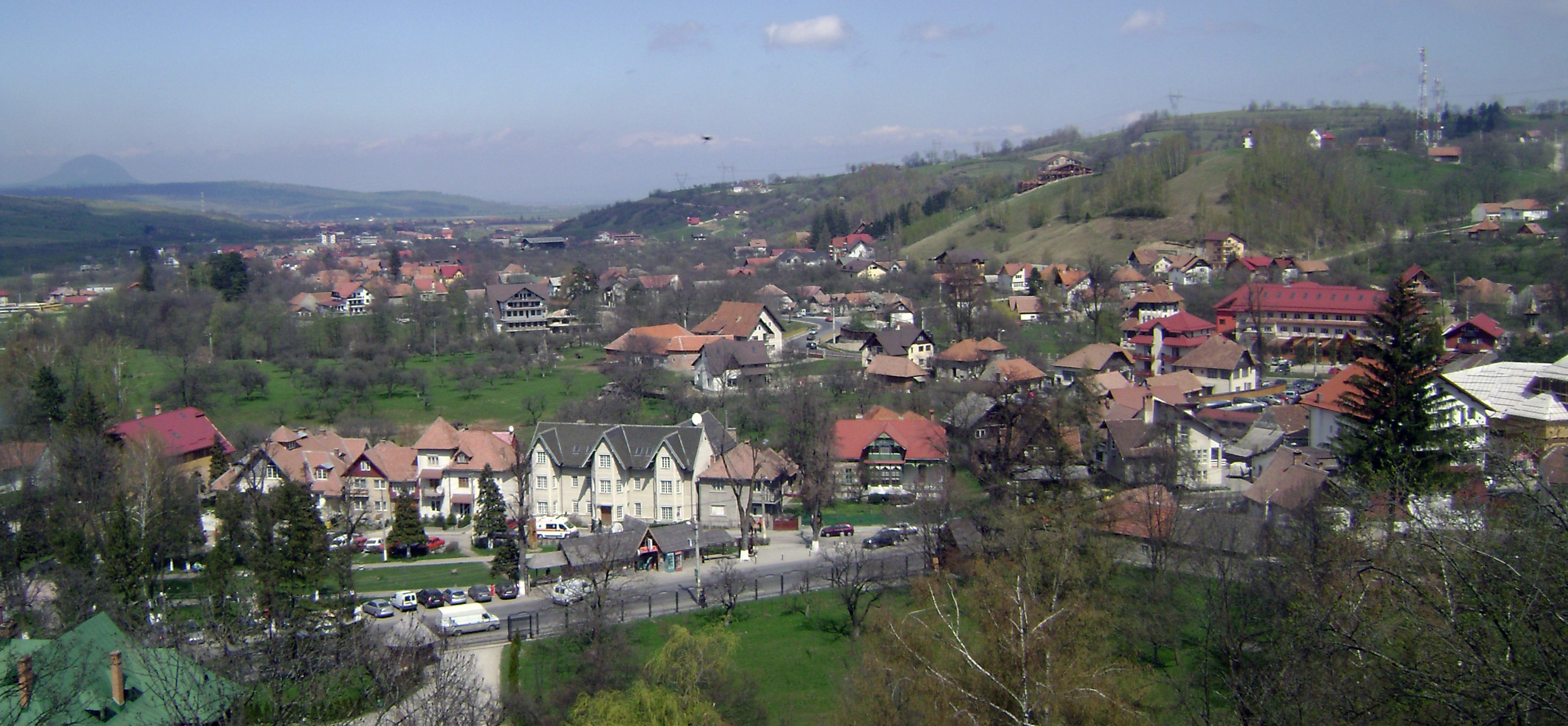
widok na wieś z zamku Bran

We wsi znajduje się malowniczy zamek Bran, wzniesiony w XIV w. przez królów węgierskich, reklamowany jednak bezpodstawnie jako obiekt związany z pierwowzorem Drakuli – Władem Palownikiem, czemu zawdzięcza ogromną popularność wśród nieświadomych turystów.